# 立川わんだ
立川 わんだ（たてかわ わんだ、1976年2月3日 - ）は、愛知県名古屋市生まれの落語家。本名∶加古 亮。出囃子は『立川わんだのテーマ』。

## 来歴・人物
愛知県名古屋市出身。愛知県立中村高等学校を経て、名城大学商学部を卒業。2000年2月、初代林家木久蔵に入門。前座名は木之助。その後破門され、2001年8月、2代目快楽亭ブラック に入門。ブラッC（ぶらっしー）と名乗る。
2005年8月、快楽亭ブラックの落語立川流脱退に伴い、立川談四楼門下に移り、立川三四楼となる。2010年2月、二ツ目に昇進。2019年10月、真打に昇進し、立川わんだとなる。
春風亭昇吉の家に居候していた。
SFテイストの新作を発表する他、古典もこなす。新作発表の場として笑福亭羽光と「SF落語会」（現：SF落語会GT ）と題した一連の落語会を行っている。
2022年10月より実家のある名古屋を拠点に活動。2023年1月より大須演芸場定席に不定期に出演。

## SF
SF好きとして有名。
SF落語会と銘打った落語会では、冒頭で「月は無慈悲な夜の女王」「天の光はすべて星」「わが赴くは蒼き大地」といった往年のSFタイトルの前半を三四楼が、これに答える形で後半を観客が答える形の、コールアンドレスポンスが行われることが多い。
2013年の第52回日本SF大会「こいこん」2014年の第53回日本SF大会「なつこん」にゲストとして出演した。2019年4月10日に開催の日本SF作家クラブ理事会にて、日本SF作家クラブへの入会が承認された。

## 出版物

### CD
- 『立川わんだの世界 Vol.1』（CURELLE RECORDS、2022年） ASIN B09P8NVDDZ